# Cueva del Milodon

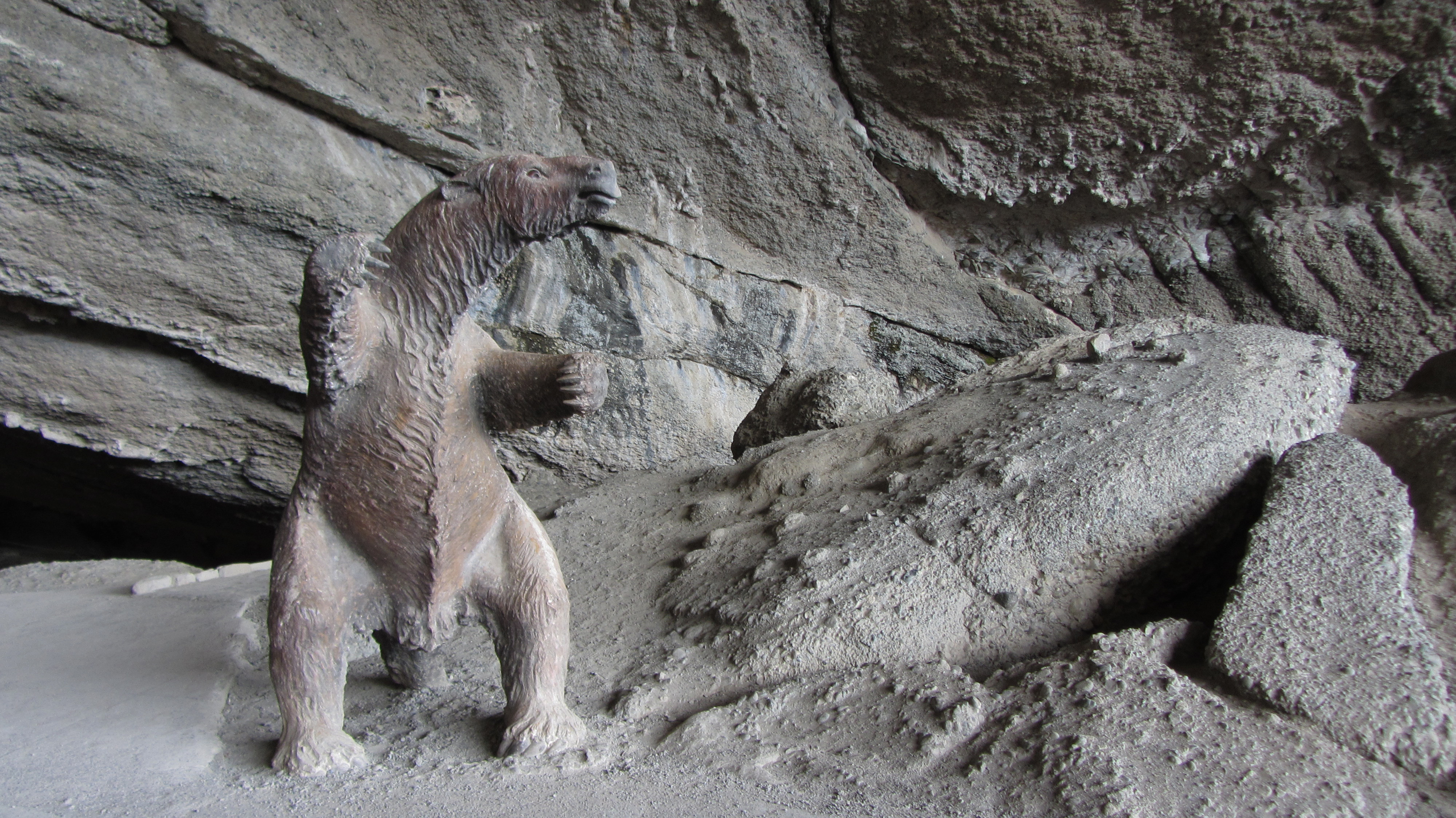
Réplica de um Mylodon dentro da caverna

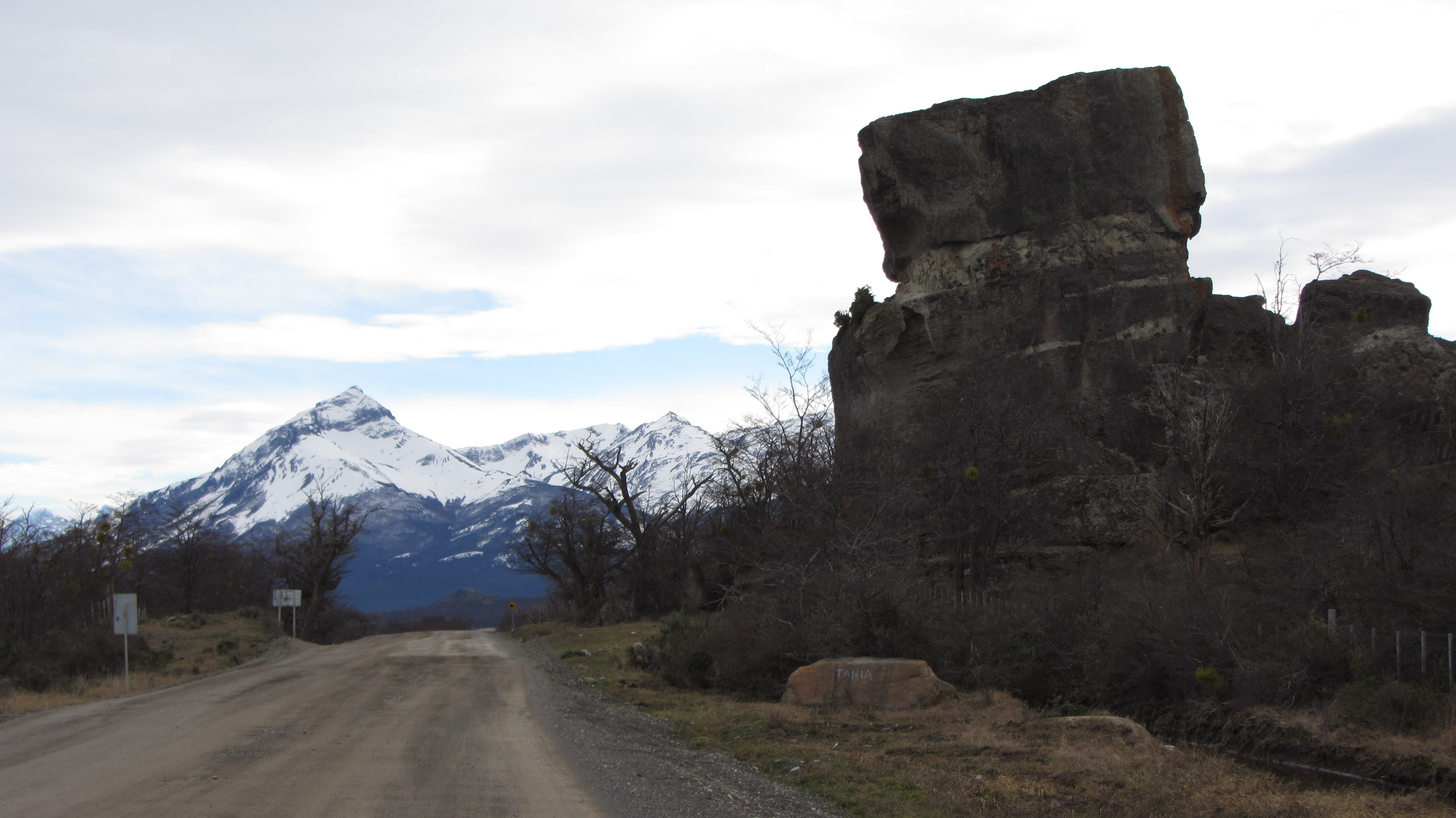
A "Cadeira do Diabo" na entrada da caverna monumental

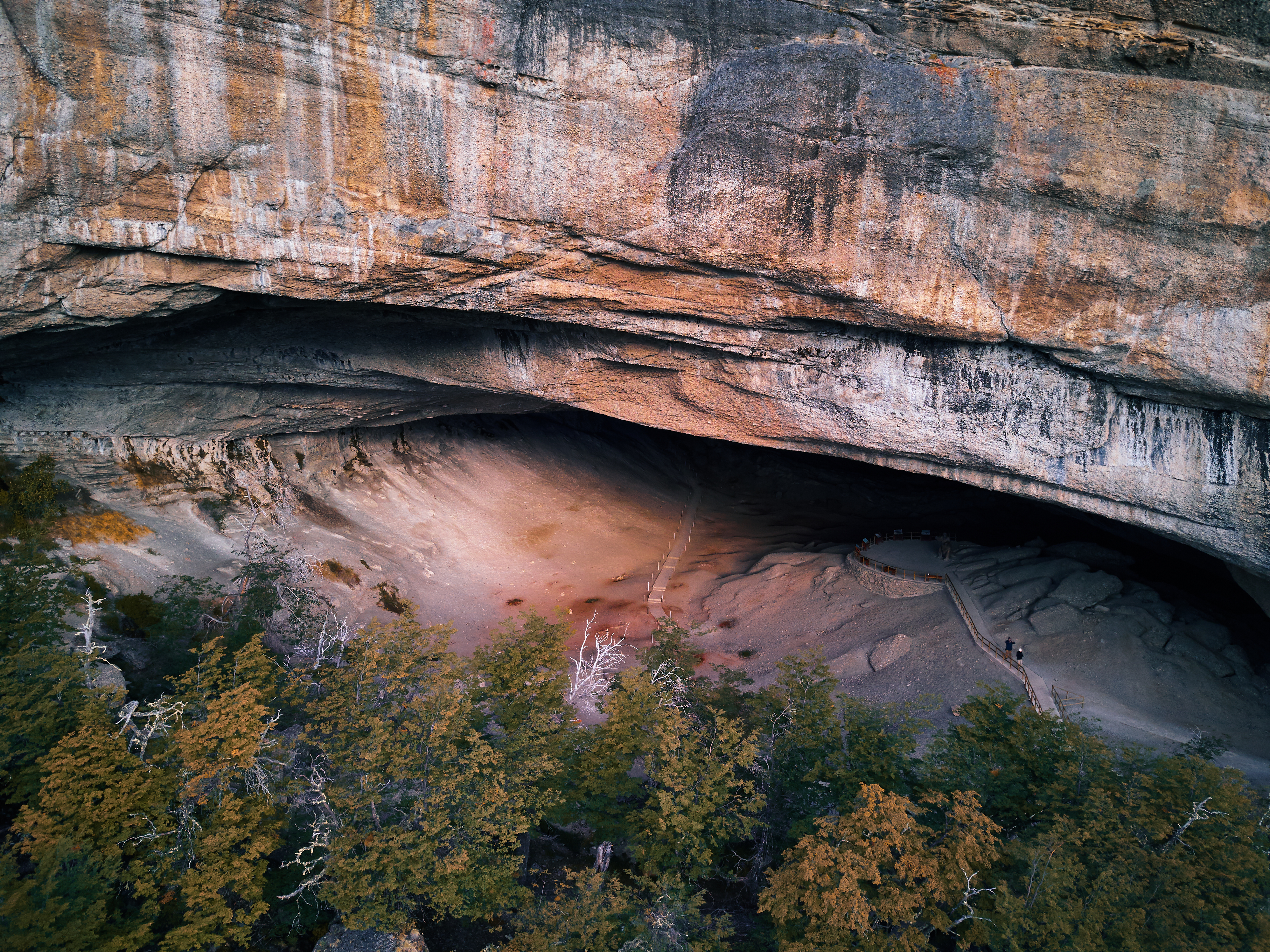
Interior da maior caverna

O Monumento Natural Cueva del Milodón é um Monumento Natural localizado na Patagônia chilena,  24 km (15 milhas) a noroeste de Puerto Natales e 270 km (168 milhas) ao norte de Punta Arenas.
O monumento está situado ao longo dos flancos do Cerro Benitez. É composto por várias cavernas e uma formação rochosa chamada Silla del Diablo (Cadeira do Diabo). O monumento inclui uma caverna que é notável pela descoberta em 1895 de pele, ossos e outras partes de uma preguiça terrestre chamada Mylodon darwini, da qual a caverna leva o nome. Também faz parte da Rota do Fim do Mundo, uma rota turística cênica.

## Caverna do Milodón
A maior caverna do monumento é a Caverna Milodón, de 200 metros (660 pés) de comprimento. Foi descoberto em 1895 por Hermann Eberhard, explorador alemão da Patagônia. Ele encontrou um pedaço de pele grande e aparentemente fresco de um animal não identificado. Em 1896, a caverna foi explorada por Otto Nordenskjöld e mais tarde foi reconhecido que a pele pertencia a Mylodon - um animal extinto que morreu de 10 200 a 13 560 anos atrás.
Na caverna e em outras cavernas do monumento foram encontrados restos de outros animais extintos e restos humanos.
Na entrada do monumento está uma réplica em tamanho real do Mylodon pré-histórico, que era um herbívoro muito grande, um pouco parecido com um grande urso. Tornou-se extinto no final da época do Pleistoceno.

## Restos de animais
A caverna recebeu o nome da grande preguiça Mylodon, que foi encontrada no local. Outros animais encontrados no local incluem o equino Hippidion, o gato dente-de-sabre Smilodon e o grande ungulado parecido com um camelo Macrauchenia.

## Restos humanos
Diversos elementos de habitação humana são em Cueva del Milodón, incluindo rochas fraturadas pelo fogo, ferramentas líticas e restos humanos. A habitação humana em Cueva del Milodón é datada de 6000 a.C.

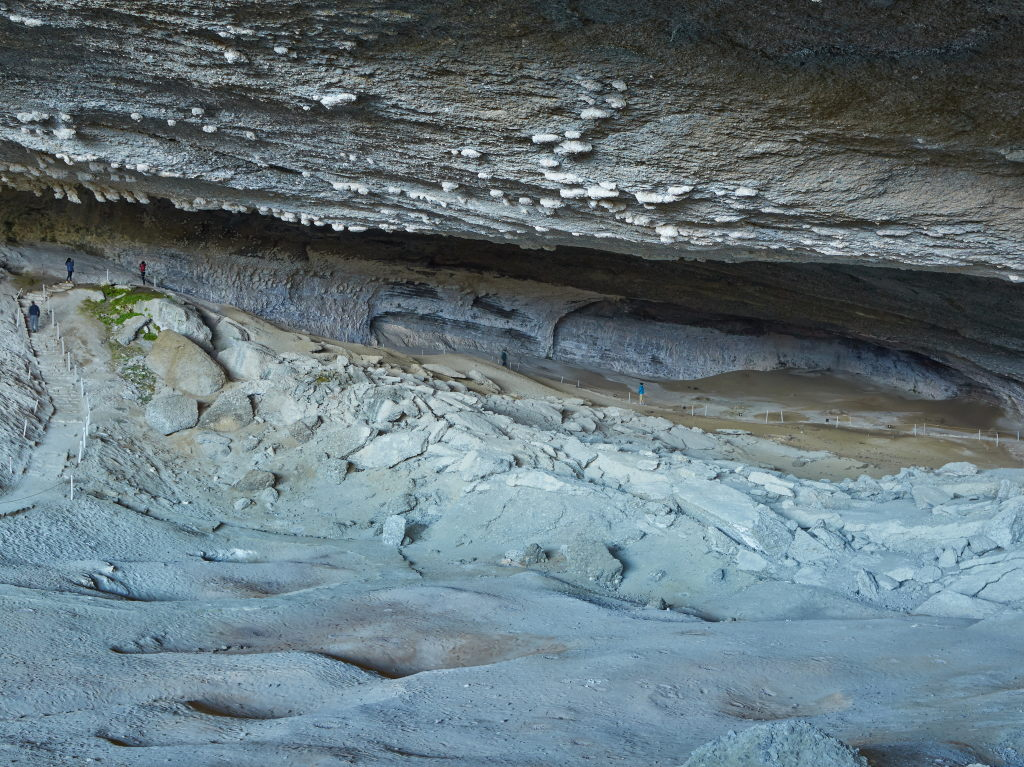
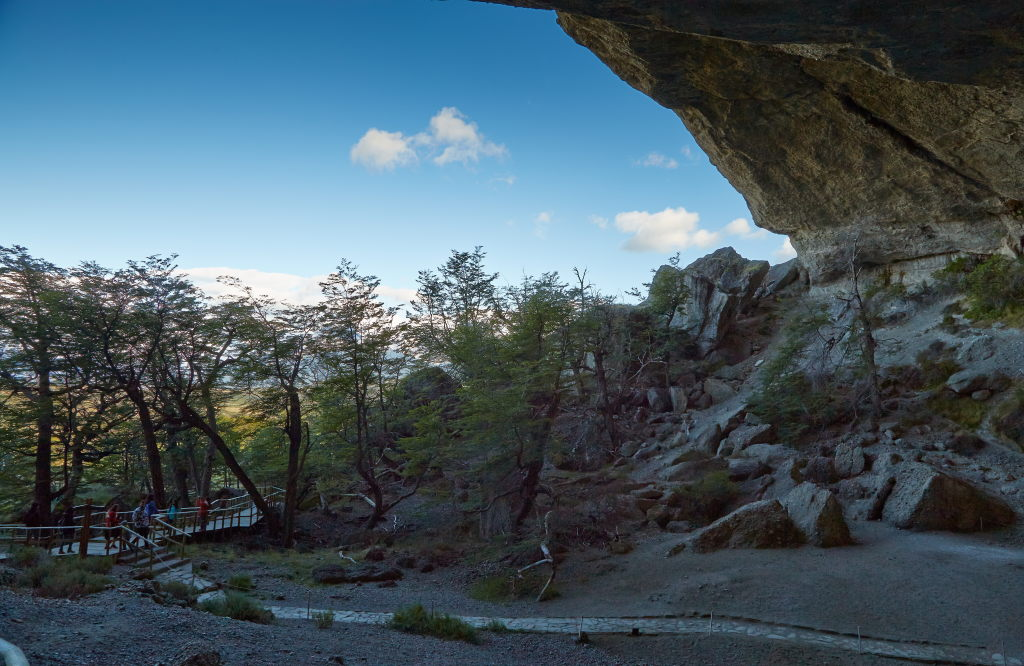
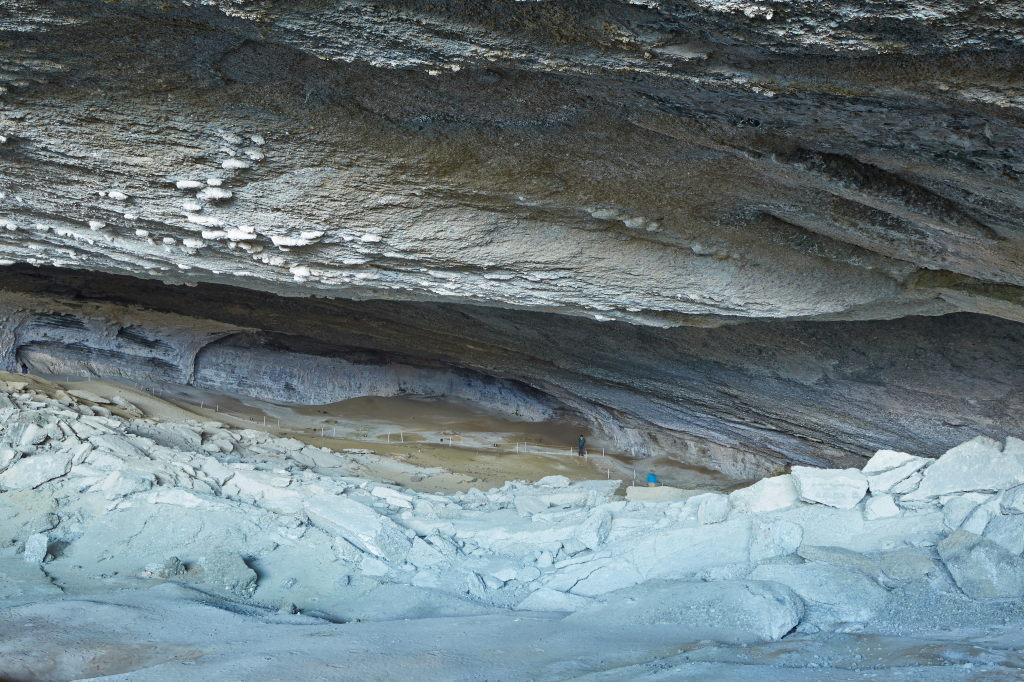